# Gymnasium am Waldhof
Das Gymnasium am Waldhof (1947–1996: Bavink-Gymnasium) ist ein koedukatives städtisches Gymnasium in Bielefeld-Mitte.

## Geschichte

### Private Töchterschule
Die Schule wurde 1828 unter dem Namen Private Töchterschule als erste Bielefelder Mädchenschule an der Viktoriastraße gegründet. Aus Mitteln der Elternschaft errichtete man 1853 ein Schulgebäude. Am 13. Januar 1855, während der auf die Märzrevolution folgenden Reaktionsära, wurde im Rahmen des Unterrichts eine Szene aus der Bibliothèque amusante de la jeunesse durch die Französischlehrerin zur Aufführung gebracht. Der damalige Schulleiter wertete dies als „Ausdruck von kindlicher Unbefangenheit und Gewandtheit im Ausdruck“, die  Schulbehörde nahm es jedoch mit Verweis auf „An- und Aufregung der Eitelkeit und der Gefallsucht“ zum Anlass anzudrohen, die Schule zu schließen. Einige Eltern meldeten ihre Töchter daraufhin von der Schule ab und gründeten eine zweite Mädchenschule.

### Städtische Töchterschule
Um der drohenden Schließung zuvorzukommen, übernahm die Stadt Bielefeld 1858 die Schule in ihre Trägerschaft. Fortan hieß sie Städtische Töchterschule. 1881 wurde der Mädchenschule ein neuer Bau in der Viktoriastraße geschaffen. Von 1888 bis 1911 hatte Gustav Werth die Schulleitung inne. Auf seine Initiative wurden kunsthistorische Exkursionen, Führungen in nahe gelegenen Fabriken und Ferienkurse zum Aufholen von Unterrichtsstoff veranstaltet. Im Jahr 1893 wurde die Städtische Töchterschule als einzige Schule Bielefelds zur Teilnahme an der Weltausstellung in Chicago aufgefordert. Ihre Schülerinnen kehrten mit preisgekrönten Arbeiten aus den Vereinigten Staaten zurück.

### Auguste-Viktoria-Schule

Gebäude in der Viktoriastraße 7, ca. 1905

Zu Ehren der Kaiserin Auguste Viktoria wurde die Städt. Töchterschule 1904 in Auguste-Viktoria-Schule umbenannt. Die erste Abiturprüfung fand 1914 statt. Im Jahr 1932 besuchten 362 Schülerinnen, davon noch 18 Jüdinnen den Unterricht. Am 9. März 1933 drang ein SA-Trupp der Nationalsozialisten in die Schule ein, hisste die Hakenkreuzflagge und verbrannte die schwarz-rot-goldene der Weimarer Republik auf dem Schulhof. Wilhelm Warning, damals Teil des Lehrerkollegiums, bezeichnete dies 1953 als den „Anfang der Revolutionierung der Schule im Sinne des Nationalsozialismus“. Nachdem am 10. November 1938 die gegenüberliegende Synagoge zerstört worden war, wurden die zu diesem Zeitpunkt verbleibenden sieben jüdischen Schülerinnen der Schule verwiesen. Bei einem Luftangriff am 30. September 1944 wurde das Gebäude in der Viktoriastraße zerstört.

### Bavink-Gymnasium

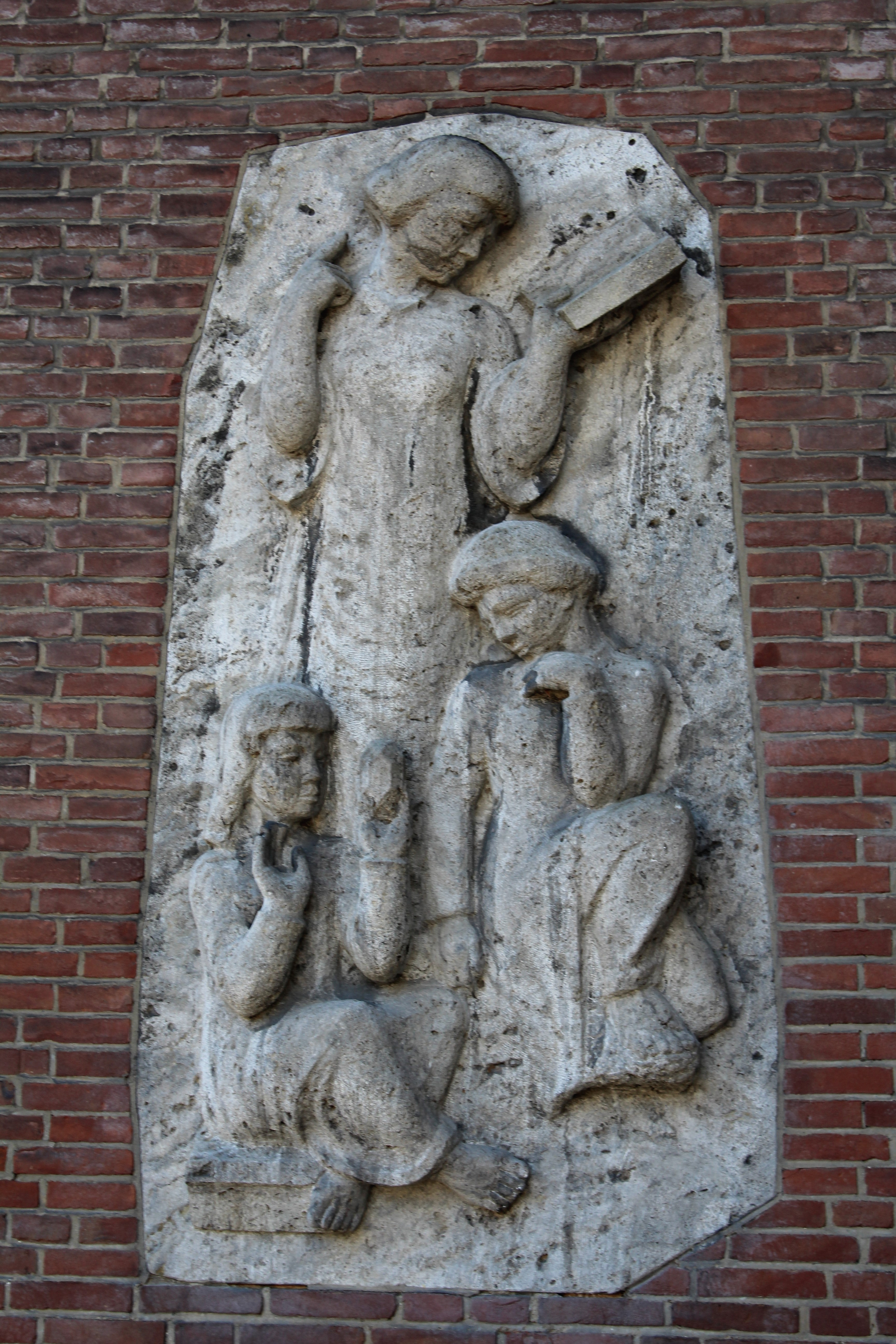
Relief Schülerinnen am Haupteingang, Karlheinz Rhode-Jüchtern (1955)

Bernhard Bavink, von 1912 bis 1944 Lehrer der Schule und am 27. Juni 1947 unerwartet an einer Hirnblutung verstorben, war 1947 bei der Umbenennung in Bavink-Gymnasium Namensgeber. Am jetzigen Standort wurde ein Schulgebäude neu erbaut und 1955 bezogen. Auf dem Grundstein des Gebäudes am Waldhof 8 steht geschrieben:

„Das Gebäude der Auguste Viktoria-Schule in der Viktoriastrasse
wurde 1944 durch Bomben völlig zerstört. Seit 1947 Bavink-Gymnasium genannt, soll die Schule hier ein neues Heim finden. Dazu wurde
am 27. Juli 1953 der Grundstein gelegt.“

Seit 1969 ist die Schule für Jungen und Mädchen geöffnet.

### Gymnasium am Waldhof

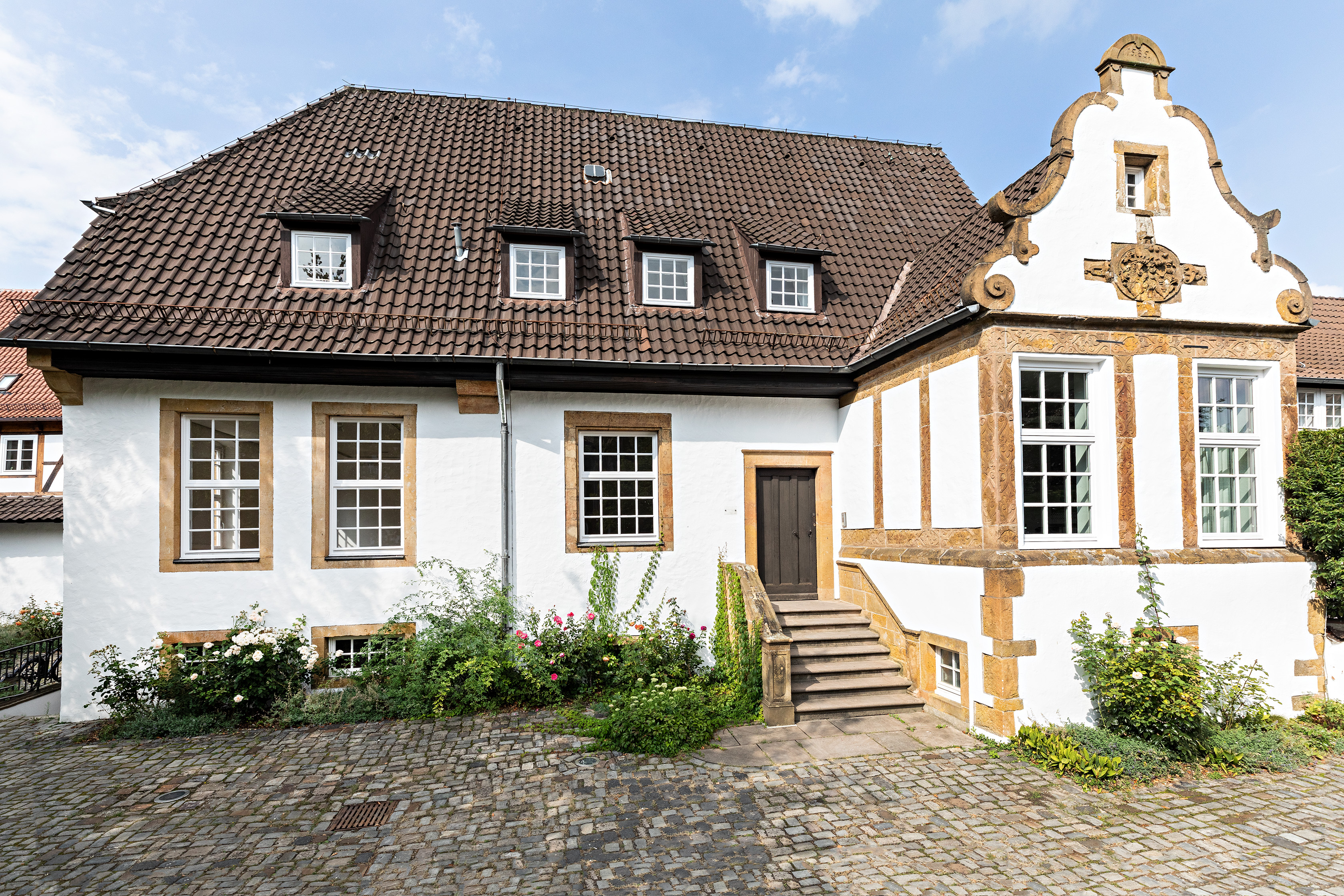
Der Waldhof – heute Sitz der Räume des Kunstvereins Bielefeld

Am 14. Mai 1996 entschied der Stadtrat mit einer rot-grünen Mehrheit von 35 zu 29 Stimmen, die Schule aufgrund von Bavinks persönlicher Nähe zu der NSDAP und der nationalsozialistischen Rassenhygiene sowie seiner Betätigung als wissenschaftlicher Eugeniker erneut umzubenennen. Seit dem 1. August 1996 heißt sie nach dem Waldhof, einem Adelshof im Stil der Weserrenaissance aus dem 16. Jahrhundert, Gymnasium am Waldhof. Dem Beschluss war eine kontrovers geführte öffentliche Debatte und die Erstellung eines Gutachtens durch Michael Schwartz vorhergegangen.
Das Gymnasium am Waldhof grenzt an das Grundstück des Ratsgymnasiums Bielefeld, das bis 1969 eine Jungenschule war. Beide Schulen kooperieren, sodass beispielsweise Leistungskurse der anderen Einrichtung besucht werden können. Vor dem Haupteingang befindet sich eine Grünfläche, die seit 2009 Park der Menschenrechte heißt und als Schulhof genutzt wird. Dort fließt die Lutter, die 2004 freigelegt wurde.
Als Teilnehmer des Comenius-Programms ist das Gymnasium am Waldhof 2004 Europaschule geworden.
Die Schule unterhält zudem Austauschprogramme mit Schulen in Montpellier und Bagheria.
In der sechsten Klasse findet eine Fahrt nach Wangerooge statt, in der achten Klasse zum Segeln und Radfahren nach Teroele in Friesland und in der Oberstufe eine Studienfahrt.
Am 13. Juli 2011 wurde das Gymnasium am Waldhof mit dem Gütesiegel Individuelle Förderung ausgezeichnet. Mit Miele besteht seit 2002 eine Kooperation, die regelmäßige Betriebserkundungen von Schülergruppen, Betriebspraktika, Expertenvorträge und weitere Veranstaltungen beinhaltet.
Stand 2024 hat das vierzügige Gymnasium etwa 950 Schülerinnen und Schüler.

## Unterrichtsangebot
Das Gymnasium am Waldhof bietet „zahlreiche musische, künstlerische und theaterpädagogische Angebote sowie verschiedene in und neben dem Unterricht stattfindende naturwissenschaftliche, technische und umweltbezogene Projekte“ an und bezeichnet sich selbst als „Kultur- und MINT-Schule“.
In Kooperation mit Bielefelder Tanzschulen werden Tanzkurse angeboten. Außerdem gibt es zwei Chöre und Arbeitsgemeinschaften in Bereichen wie Kunst, Theater, verschiedenen Mannschaftssportarten und Schach. Es besteht ein Partnerschaftsvertrag mit dem Theater Bielefeld. Seit 2009 beginnt eine fünfte Klasse als Big-Band-Klasse, bei der der schulische Musikunterricht durch die Teilnahme an den Bandproben und -aufführungen sowie durch Unterricht in der Musik- und Kunstschule Bielefeld ersetzt wird. Es wird mit Klavier, Schlagzeug, E-Gitarre, E-Bass, Klarinette, Saxofon, Trompete und Posaune musiziert.
Seit 2014 bietet das Gymnasium am Waldhof eine naturwissenschaftliche Klasse, die Science Klasse, als zweite Themenklasse an. Dabei sollen die Schüler Zusammenhänge und Phänomene in der Natur durch zusätzlichen Unterricht in Arbeitsgemeinschaften und in Exkursionen umfassender kennenlernen. 2015 wurde die Schule von der Initiative MINT Zukunft schaffen als MINT-freundliche Schule, das heißt als eine besonders an Naturwissenschaft und Technik interessierte Schule, ausgezeichnet. Zudem ist sie Mitglied bei experiMINT.

### Fremdsprachen
Englisch ist ab Klasse 5 verbindlicher Teil des Unterrichts. In der 7. Klasse werden Französisch oder Latein als zweite Fremdsprache gewählt. In der Jahrgangsstufe 9 und der EF kann Spanisch als dritte Fremdsprache begonnen werden. Aufgrund der Rücknahme von G8 besteht ab Abiturjahrgang 2027, sofern mit der Verordnung über den Bildungsgang und die Abiturprüfung in der gymnasialen Oberstufe (APO-GOSt) vereinbar, die Möglichkeit, diese Sprache über fünf Jahre bis zum Abitur zu lernen. Über sog. Zentralkurse (Kurse, die von mehreren Bielefelder Gymnasien eingerichtet werden) kann ein Schüler in der Oberstufe weitere Sprachen wie Russisch, Türkisch, Japanisch oder Chinesisch als neu einsetzende Fremdsprachen erlernen.
In Spanisch kann das DELE-Zertifikat erworben werden. Es ist auch möglich, in Französisch die DELF-Abschlüsse bis zum Niveau B2 und in Englisch das Cambridge Certificate zu erlangen.

### Wahlpflichtunterricht
In der Mittelstufe muss, wenn nicht Spanisch als dritte Fremdsprache gewählt wird, in Ergänzung zum sonstigen Unterricht ein Wahlpflichtfach aus den Schwerpunktbereichen Naturwissenschaften (Biologie-Chemie), Mathematik-Informatik, Gesellschaftswissenschaften (Geschichte-Sozialwissenschaften) und Theater/Medien/Darstellen belegt werden.

## Bekannte Schüler und Absolventen

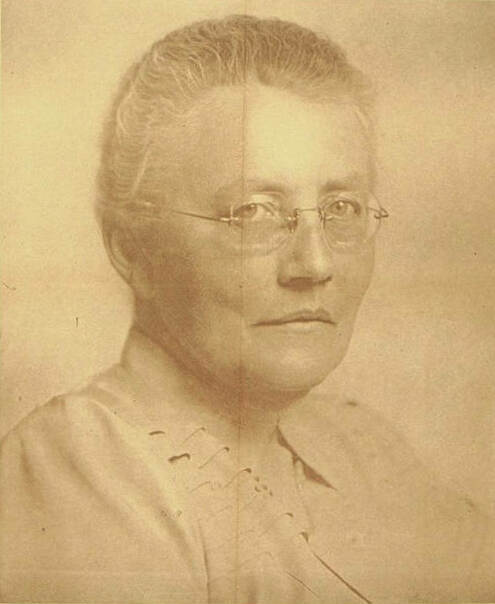
Viktoria Steinbiß, 1949

- Josefa Metz (1871–1943), Schriftstellerin
- Käthe Vordtriede (1891–1964), Journalistin und Schriftstellerin
- Viktoria Steinbiß (1892–1971), Politikerin[3]
- Margarethe Greta Wilens (1899–2000), Komponistin
- Ruth Florsheim (1900–1998), Kunstbuchbinderin und Ehrenvorsitzende der Deutsch-Israelischen Gesellschaft
- Fortunata Alexe Fischer (1903–1980), Äbtissin
- Ursula Niemann (1906–1991), Bibliothekarin
- Gertrud Angermann (1923–2010), Autorin
- Hildegard Peters (1923–2017), Malerin und Lehrerin
- Heidi Kang (* 1939), Philologin, Übersetzerin, Herausgeberin und Schriftstellerin
- Barbara Orbison (1950–2011), Musikproduzentin und zweite Ehefrau Roy Orbisons[19]
- Gabriele Kröcher-Tiedemann (1951–1995), RAF-Terroristin
- Jutta Stender-Vorwachs (1954–2021), Rechtswissenschaftlerin
- Andrea Jäger (* 1956), Literaturwissenschaftlerin
- Frank Tiemann (* 1962), Richter am Bundesgerichtshof
- Ralph Pordzik (* 1966), Autor und Hochschullehrer
- Robert Huelsewede (* 1990), Basketballspieler
- Neil Mašnić (* 2000), Basketballspieler

## Bekannte Lehrer und Schulleiter

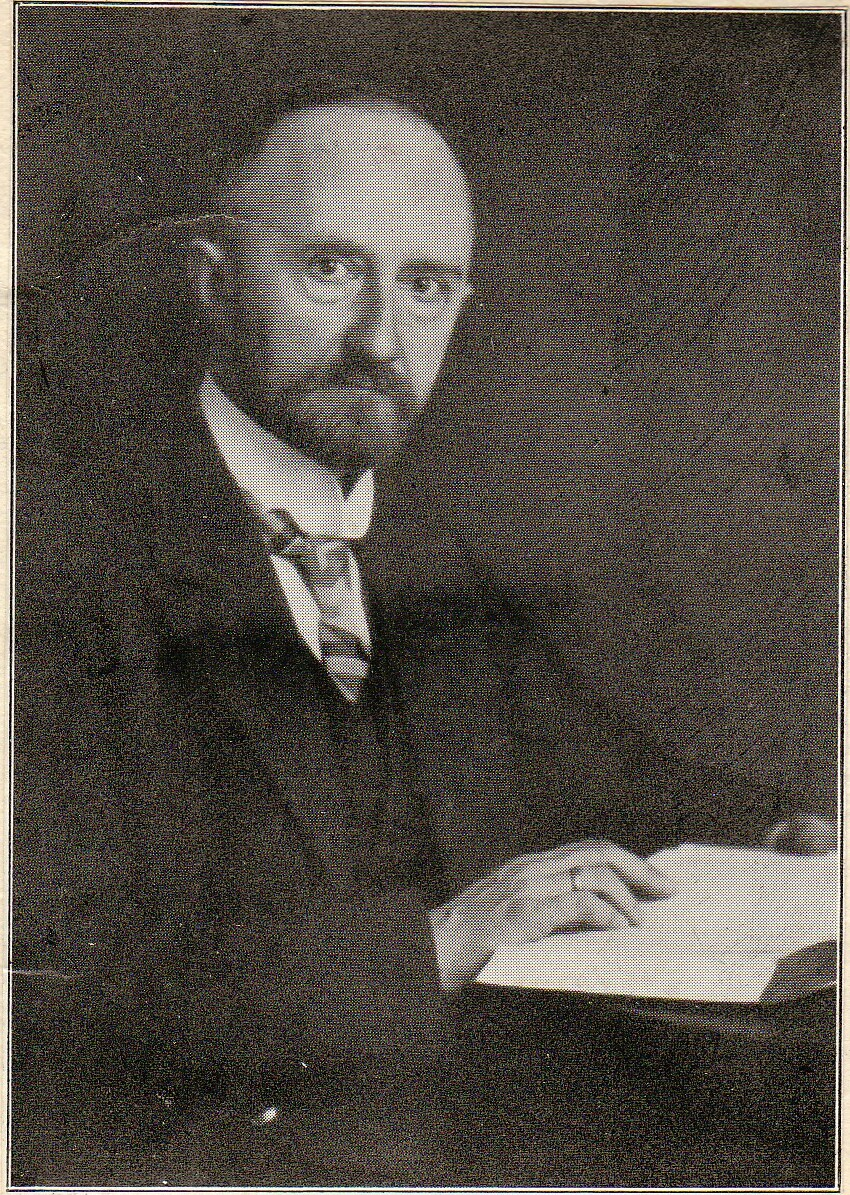
Bernhard Bavink, 1937

- Ludwig Volrath Jüngst (1804–1880), Autor und Ehrenbürger[20][21]
- Wilhelm Lamping (1861–1929), erster städtischer Musikdirektor[21]
- Anne-Marie Morisse (1877–1942), eine der ersten weiblichen Stadtverordneten Bielefelds (DDP)[22]
- Bernhard Bavink (1879–1947), Naturwissenschaftler und Naturphilosoph
- Wilhelm Warning (* 1885), Brauchtumsforscher und ortshistorischer Autor[23][24]
- Hanni Erxleben (1903–2001), Biochemikerin
- Erwine Esk (1905–1996), Malerin
- Hartmut Lenhard (* 1947), Religionspädagoge
- Gabriele Behler (* 1951), ehemalige Landesbildungsministerin[25]
- Johannes Altenberend (* 1952), Historiker[26]

## Veröffentlichungen
Jährlich erscheint die Schulzeitung Eulenspiegel, die durch regelmäßige Newsletter (Eulenpost) unterstützt wird. Der Name ist an das Logo der Schule, eine Eule, angelehnt.